# Eleição municipal de Niterói em 1996
A eleição municipal de Niterói, município do Rio de Janeiro, em 1996, ocorreu no dia 3 de outubro (1° turno) para a eleição de 1 (um) prefeito, 1 (um) vice-prefeito de seu partido ou coligação e 21 vereadores para a Câmara Municipal de Niterói. O prefeito e o vice-prefeito eleitos assumiram os cargos no dia 1 de janeiro de 1997 com término no dia 31 de dezembro de 2000.
Foi o ano em que as urnas eletrônicas estrearam nas eleições brasileiras. Conquistando 188.975 votos, correspondente a 77,26% dos votos válidos, sendo esta uma votação recorde, o ex-prefeito Jorge Roberto Silveira, candidato do PDT, foi eleito em primeiro turno, sendo reconduzido ao cargo que ocupara entre 1989 e 1992. Paulo Eduardo Gomes, candidato do PT, que obteve 11,45%, e Antônio Carlos Morett, do PSDB, com 9,84%.
Dos vinte e um vereadores eleitos neste pleito, Luiz Carlos Gallo, do PFL, foi o mais votado do município com 4.319 votos. Raul Fernando de Oliveira (PDT), Comte Bittencourt (PSDB), Carlos Alberto Magaldi (PTB), Paulo Bagueira e Edgar Foly ambos do PDT, além de José Vicente Filho, do PTB, fecham o grupo dos sete candidatos mais votados para o legislativo.
Na composição legislativa, o PDT obteve a maior bancada ao eleger cinco candidatos para a câmara municipal. PSDB e PTB elegeram três vereadores, enquanto que PFL, PL e PT elegeram dois. PSD e PMN fizeram um vereador cada.

## Antecedentes
No pleito anterior, em 3 de outubro de 1992, o arquiteto, urbanista e professor João Sampaio, candidato do PDT e da chapa "União por Niterói" foi eleito prefeito ainda em primeiro turno com 53,22% dos votos válidos - cerca de 116 mil votos, contra os 12,24% de Godofredo Pinto (PT), 7,92% de Ronaldo Fabrício (PSDB), 7,84% de Moreira Leite (PMDB) e 7,26% do candidato Flávio Palmier (PRN).
Para o pleito de 1996, foram apresentadas cinco candidaturas para a Prefeitura de Niterói. De acordo com o Tribunal Superior Eleitoral, 366.565 eleitores estavam aptos a votar na cidade.

## Candidatos a Prefeito
| Candidato a prefeito          | Candidato a vice-prefeito    | Número Eleitoral | Coligação                                                                           |
| ----------------------------- | ---------------------------- | ---------------- | ----------------------------------------------------------------------------------- |
| Antônio Carlos Morett (PSDB)  | Wanderley de Melo (PTdoB)    | 45               | - PSDB e PTdoB                                                                      |
| Fernando Sepúlveda (PRONA)    | Sandra Luiza Iglesia (PRONA) | 56               | sem coligação                                                                       |
| Paulo Eduardo Gomes (PT)      | Coimbra de Melo (PPS)        | 13               | Niterói por Inteiro PT, PPS, PCB e PSTU                                             |
| Maria da Graça Beltrame (PSL) | Marina Rodrigues (PRTB)      | 17               | - PSL e PRTB                                                                        |
| Jorge Roberto Silveira (PDT)  | Wolney Trindade (PDT)        | 12               | União por Niterói PDT, PV, PCdoB, PSB, PGT, PMDB, PTB, PL, PFL, PRP, PPB, PSD e PST |

## Resultado

### Prefeito
| 1º Turno 3 de outubro de 1996 | 1º Turno 3 de outubro de 1996 | 1º Turno 3 de outubro de 1996 | 1º Turno 3 de outubro de 1996 |
| Candidato(a)                  | Vice                          | Votação                       | Votação                       |
| Candidato(a)                  | Vice                          | Total                         | Porcentagem                   |
| ----------------------------- | ----------------------------- | ----------------------------- | ----------------------------- |
| Jorge Roberto Silveira (PDT)  | Wolney Trindade (PDT)         | 188.975                       | 77,29%                        |
| Paulo Eduardo Gomes (PT)      | Coimbra de Melo (PPS)         | 28.941                        | 11,45%                        |
| Antônio Carlos Morett (PSDB)  | Wanderley de Melo (PTdoB)     | 24.866                        | 9,84%                         |
| Fernando Sepúlveda (PRONA)    | Sandra Luiza Iglesia (PRONA)  | 3.118                         | 1,23%                         |
| Maria da Graça Beltrame (PSL) | Marina Rodrigues (PRTB)       | 494                           | 0,19%                         |
| Total de votos válidos        | Total de votos válidos        | 249.435                       | 100,00%                       |
| Votos apurados                |                               |                               |                               |
| Votos válidos                 | Votos válidos                 | 249.435                       | 85,66%                        |
| Votos em branco               | Votos em branco               | 6.806                         | 2,28%                         |
| Votos nulos                   | Votos nulos                   | 41.952                        | 14,06%                        |
| Total de votos apurados       | Total de votos apurados       | 298.193                       | 100,00%                       |
| Eleitores                     |                               |                               |                               |
| Comparecimento                | Comparecimento                | 298.193                       | 81,35%                        |
| Abstenções                    | Abstenções                    | 68.372                        | 18,65%                        |
| Total de eleitores            | Total de eleitores            | 366.565                       | 100,00%                       |
| Eleito                        |                               |                               |                               |

| Eleição de 1996 |                                         |         |                  |         |             |
| Nº              | Vereador(a) eleito(a)                   | Partido | Situação         | Votação | Votação     |
| Nº              | Vereador(a) eleito(a)                   | Partido | Situação         | Total   | Porcentagem |
| 1               | Luiz Carlos Gallo de Freitas            | PFL     | Eleito por       | 4.319   | 1,679%      |
| 2               | Raul Fernando de Oliveira Rodrigues     | PDT     | Eleito por       | 3.958   | 1,538%      |
| 3               | Plínio Comte Leite Bittencourt          | PSDB    | Eleito por       | 3.564   | 1,385%      |
| 4               | Carlos Alberto Pinto Magaldi (Magaldi)  | PTB     | Eleito por       | 3.657   | 1,421%      |
| 5               | Paulo Roberto Mattos Bagueira Leal      | PDT     | Eleito por       | 3.412   | 1,326%      |
| 6               | Edgar Foly                              | PDT     | Eleito por       | 3.556   | 1,382%      |
| 7               | José Vicente Filho                      | PTB     | Eleito por       | 3.386   | 1,316%      |
| 8               | Fernando Nery de Sá                     | PTB     | Eleito por média | 3.150   | 1,224%      |
| 9               | Valter Pereira Barros                   | PL      | Eleito por       | 2.947   | 1,145%      |
| 10              | Marco Antônio Barros Botelho            | PDT     | Eleito por média | 2.896   | 1,125%      |
| 11              | Celeste de Carvalho Souza               | PFL     | Eleita por média | 2.871   | 1,116%      |
| 12              | Marival Gomes da Silva                  | PSDB    | Eleito por       | 2.802   | 1,089%      |
| 13              | Jorge Alberto Pinto Rodrigues Filho     | PDT     | Eleito por média | 2.637   | 1,025%      |
| 14              | José Alaor Boschetti                    | PT      | Eleito por       | 2.569   | 0,998%      |
| 15              | João Batista Petersen Mendes            | PT      | Eleito por média | 2.362   | 0,918%      |
| 16              | Francisco Campos Mendonça               | PL      | Eleito por média | 2.331   | 0,906%      |
| 17              | Carlos Alberto de Macedo                | PSD     | Eleito por       | 2.260   | 0,878%      |
| 18              | Paulo Henrique da Silva Oliveira        | PPB     | Eleito por       | 2.073   | 0,806%      |
| 19              | Salomão Zanouch Lima Vianna             | PSD     | Eleito por média | 2.066   | 0,803%      |
| 20              | João Geraldo Bezerra de Menezes Galindo | PSDB    | Eleito por       | 2.051   | 0,797%      |
| 21              | José Alzimé de Araújo Cunha             | PMN     | Eleito por       | 1.731   | 0,673%      |

| Cor | Significado                                                  |
| 1   | primeiro mandato como vereador(a) da cidade                  |
| 2   | segundo mandato (seguido ou não) como vereador(a) da cidade  |
| 3   | terceiro mandato (seguido ou não) como vereador(a) da cidade |
| 4   | quarto mandato (seguido ou não) como vereador(a) da cidade   |
| 7   | sétimo mandato (seguido ou não) como vereador(a) da cidade   |

| Eleição de 1996 |                                         |         |                  |         |             |
| Nº              | Vereador(a) eleito(a)                   | Partido | Situação         | Votação | Votação     |
| Nº              | Vereador(a) eleito(a)                   | Partido | Situação         | Total   | Porcentagem |
| 1               | Luiz Carlos Gallo de Freitas            | PFL     | Eleito por       | 4.319   | 1,679%      |
| 2               | Raul Fernando de Oliveira Rodrigues     | PDT     | Eleito por       | 3.958   | 1,538%      |
| 3               | Plínio Comte Leite Bittencourt          | PSDB    | Eleito por       | 3.564   | 1,385%      |
| 4               | Carlos Alberto Pinto Magaldi (Magaldi)  | PTB     | Eleito por       | 3.657   | 1,421%      |
| 5               | Paulo Roberto Mattos Bagueira Leal      | PDT     | Eleito por       | 3.412   | 1,326%      |
| 6               | Edgar Foly                              | PDT     | Eleito por       | 3.556   | 1,382%      |
| 7               | José Vicente Filho                      | PTB     | Eleito por       | 3.386   | 1,316%      |
| 8               | Fernando Nery de Sá                     | PTB     | Eleito por média | 3.150   | 1,224%      |
| 9               | Valter Pereira Barros                   | PL      | Eleito por       | 2.947   | 1,145%      |
| 10              | Marco Antônio Barros Botelho            | PDT     | Eleito por média | 2.896   | 1,125%      |
| 11              | Celeste de Carvalho Souza               | PFL     | Eleita por média | 2.871   | 1,116%      |
| 12              | Marival Gomes da Silva                  | PSDB    | Eleito por       | 2.802   | 1,089%      |
| 13              | Jorge Alberto Pinto Rodrigues Filho     | PDT     | Eleito por média | 2.637   | 1,025%      |
| 14              | José Alaor Boschetti                    | PT      | Eleito por       | 2.569   | 0,998%      |
| 15              | João Batista Petersen Mendes            | PT      | Eleito por média | 2.362   | 0,918%      |
| 16              | Francisco Campos Mendonça               | PL      | Eleito por média | 2.331   | 0,906%      |
| 17              | Carlos Alberto de Macedo                | PSD     | Eleito por       | 2.260   | 0,878%      |
| 18              | Paulo Henrique da Silva Oliveira        | PPB     | Eleito por       | 2.073   | 0,806%      |
| 19              | Salomão Zanouch Lima Vianna             | PSD     | Eleito por média | 2.066   | 0,803%      |
| 20              | João Geraldo Bezerra de Menezes Galindo | PSDB    | Eleito por       | 2.051   | 0,797%      |
| 21              | José Alzimé de Araújo Cunha             | PMN     | Eleito por       | 1.731   | 0,673%      |

| Cor | Significado                                                  |
| 1   | primeiro mandato como vereador(a) da cidade                  |
| 2   | segundo mandato (seguido ou não) como vereador(a) da cidade  |
| 3   | terceiro mandato (seguido ou não) como vereador(a) da cidade |
| 4   | quarto mandato (seguido ou não) como vereador(a) da cidade   |
| 7   | sétimo mandato (seguido ou não) como vereador(a) da cidade   |